# Auschwitz. Naziści i „ostateczne rozwiązanie”
Auschwitz. Naziści i „ostateczne rozwiązanie” (ang. Auschwitz: The Nazis and The Final Solution) – brytyjski serial telewizyjny (dokument fabularyzowany) z 2005 roku w reżyserii Laurence'a Reesa, Detlefa Sieberta, Martiny Balazovej i Dominica Sutherlanda. Obraz powstał, by upamiętnić 60. rocznicę oswobodzenia Auschwitz-Birkenau, przypadającą 27 stycznia 2005 roku.

## Odcinki
1. Odcinek 1: SURPRISING BEGGINNINGS (ZASKAKUJĄCE POCZĄTKI)
2. Odcinek 2: ORDERS AND INITIATIVES (ROZKAZY I INICJATYWY)
3. Odcinek 3: FACTORIES OF DEATH (FABRYKI ŚMIERCI)
4. Odcinek 4: CORRUPTION (DEMORALIZACJA)
5. Odcinek 5: FRENZIED KILLING (SZAŁ ZABIJANIA)
6. Odcinek 6: LIBERATION AND REVENGE (WYZWOLENIE I ZEMSTA)